# XE1GC
XE1GC Fue un canal de televisión experimental, considerado la primera estación de televisión de México que emitió de 1946 a 1948 solo los sábados durante 2 años antes de que el primer canal comercial de televisión en toda Iberoamérica, la estación XHTV-TV iniciara sus transmisiones regulares el 31 de agosto de 1950.

## Historia

### Orígenes
Sus orígenes se remontan a 1934 cuando Guillermo González Camarena (en aquel entonces Estudiante del Instituto Politécnico Nacional) realiza experimentos con un sistema de televisión de circuito cerrado, en un pequeño laboratorio montado en las instalaciones de la estación de radio XEFO. Obtiene la patente de su invento el 19 de agosto de 1940 y las primeras emisiones en blanco y negro se llevaron a cabo en el cuarto de baño en su casa de la Ciudad de México el 19 de agosto de 1946. Fue tal el éxito que el 7 de septiembre del mismo año se inaugura a las 20:30 Hrs la XE1GC Considerada la primera estación de televisión de México y de América Latina. Este canal emitió de 1946 a 1948 con programas artísticos y de entrevistas a diferentes personas. Dos años después se Funda la Primera Estación de Televisión de México con Transmisiones Regulares XHTV-TV Canal 4 con el Informe de Gobierno del Ex-Presidente de México de Aquel Entonces Miguel Alemán Valdés.